# Телфс
Телфс (на немски: Telfs) е селище в Западна Австрия. Разположено е в окръг Инсбрук на провинция Тирол около река Ин. Надморска височина 633 m. Има жп гара. Отстои на 27 km западно от провинциалния център град Инсбрук. Население 14 479 жители към 1 април 2009 г.